# Benediktinerinnenkloster La Rochette
Das Benediktinerinnenkloster La Rochette ist eine Abtei der Benediktinerinnen in Belmont-Tramonet im Erzbistum Chambéry in Frankreich.

## Geschichte
1824 gründete Suzanne du Peloux (1752–1837), Verwandte von Augustin de Lestrange und ehemalige Nonne eines Benediktinerinnenklosters in Vienne, in Caluire-et-Cuire bei Lyon im Weiler La Rochette (heute: Rue de la Rochette) eine Schwesterngemeinschaft, die sich 1831 der von Thérèse de Bavoz gegründeten  Benediktinerinnenabtei Pradines anschloss und 1837 zur Abtei erhoben wurde. 1850 hatte der Konvent 50 Mitglieder, 1880 waren es 100. 1865 wurde in Saint-Pons-Ardouane (Erzbistum Montpellier) das Kloster Le Sembel gegründet, das sich bis 1904 halten konnte. Von 1913 bis 1949 wurde das Kloster La Rochette von Mutter Marie-Anatole (Madeleine) Pavailler geleitet, die zu Dom Fulbert Gloriès (1873–1948), Abt der Abtei La Pierre-qui-Vire, in einem engen spirituellen Verhältnis stand.
1972 wechselte der Konvent nach Belmont-Tramonet (nördlich von  Le Pont-de-Beauvoisin, unweit der Autobahn A 43). Die Abtei, die sich weiterhin Saint-Joseph de La Rochette nennt, zählt derzeit 38 Nonnen. Sie gehört der Föderation des Unbefleckten Herzens Mariens (ICMFoed) an.

### Handbuchliteratur
- Laurent Henri Cottineau: Répertoire topo-bibliographique des abbayes et prieurés. Bd. 1. Protat, Mâcon 1939–1970. Nachdruck: Brepols, Turnhout 1995. Spalte 1562.